# Pete György
Pete György (Budapest, 1944. február 20. – Celldömölk, 2021. március 26. magyar szerkesztő, irodalomkritikus, könyvkiadó.

## Életpályája
1958–1962 között az Óbudai Árpád Gimnáziumban tanult. 1960-ban önképzőköri munkájáért nyilvános igazgatói dicséretben részesült. Az ELTE BTK magyar-történelem szakán végzett 1971-ben. 1971–1977 között a Művelődésügyi Minisztérium irodalmi osztályán dolgozott. 1977–1999 között az Életünk folyóirat főszerkesztője, és 1996 óta az Életünk–Faludi Ferenc Alapítvány kuratóriumának az elnöke is volt.

## Munkái
- Talpig Vasban. Válogatott közéleti írások; Magyar Nyugat, Vasszilvágy, 2010 (A Magyar Nyugat történeti kiskönyvtára)

## Díjai, elismerései
- 1991 – Művészeti Alap Irodalmi Díja
- 1997 – Magyar Köztársasági Ezüst Érdemkereszt